# Kardinaal-protopriester
De kardinaal-protopriester is het meest seniore lid (gelet op de datum van zijn creatie) van de orde van de kardinaal-priesters in het college van kardinalen.
Het is een erefunctie, die te vergelijken valt met die van kardinaal-protodiaken binnen de orde van de kardinaal-diakens. Tijdens de sedisvacatie vervult de kardinaal-protopriester enkele ceremoniële taken: zo gaat hij voor in een van de missen tijdens de novemdiales. 
Sinds 2016 is de Thaise kardinaal Michael Kitbunchu kardinaal-protopriester. 

## Kardinaal-protopriesters sinds 1938
- 1938-1948 Gennaro Granito Pignatelli di Belmonte
- 1944-1952 Alessio Ascalesi
- 1952         Michael von Faulhaber
- 1952-1958 Alessandro Verde
- 1958-1961 Jozef Van Roey
- 1961-1977 Manuel Gonçalves Cerejeira
- 1977-1982 Carlos Carmelo Vasconcellos Motta
- 1982-1989 Giuseppe Siri
- 1989-1991 Paul-Émile Léger
- 1991-2004 Franz König
- 2004-2009 Stephen Kim
- 2009-2012 Eugênio de Araújo Sales
- 2012-2016 Paulo Evaristo Arns
- 2016-heden Michael Kitbunchu